# مير أب
مير أب (بالإنجليزية: Mir Ab)‏ هي مستوطنة تقع في قسم اجارود الشرقي الريفي في إيران.